# Cavalier (char)
Pour les articles homonymes, voir Cavalier.
Le Cavalier est un char de combat britannique de la Seconde Guerre mondiale. C'est un char Cruiser lourd. Sous-motorisé et souffrant de nombreux problèmes dus à un développement trop rapide, il ne fut produit qu'à 500 exemplaires. 

## Histoire
Le Cavalier était un projet de Nuffield Organisation destiné à remplacer le Crusader devenu obsolète. L'État-Major avait publié en 1941 des spécifications et le projet lui fut soumis dans la première moitié de l'année.
Le Cavalier fut commandé avant même les essais. Un problème majeur fut que le moteur Liberty construit sous licence par Nuffield n'avait pas la puissance suffisante. (Le Cromwell qui suivit bénéficia du moteur Rolls Royce Meteor, une variante du Rolls-Royce Merlin de 600 ch, soit environ 50 % de puissance en plus.)
Les 500 exemplaires construits furent utilisés pour l'entraînement ou dans des rôles de soutien blindé.

## Histoire au combat
12 Cavalier au moins furent fournis à la France en 1945 ; ils furent utilisés par le 12e Régiment de Dragons de la 14e Division d'Infanterie[réf. nécessaire] et le 13e régiment de dragons de la 3e division blindée également armé de chars français B1 Bis .

## Modèles

### Cavalier OP
C'est une version d'observation produite en 1943 (OP signifie Observation Post) :  Le canon était factice, libérant de la place pour des radios supplémentaires. Le Cavalier OP servait de poste d'observation pour l'artillerie.

### Cavalier ARV
Armoured Recovery Vehicle : Véhicule d'assistance blindé. Version sans tourelle munie d'une flèche et d'un treuil.